# Moldavien i olympiska vinterspelen 2022
Moldavien deltog i de olympiska vinterspelen 2022 i Peking i Kina mellan den 4 och 20 februari 2022.
Den 26 januari blev rodelåkaren Doina Descalui utsedd till Moldaviens fanbärare vid öppningsceremonin. Skidskytten Alina Stremous var landets fanbärare vid avslutningsceremonin.

## Rodel
| Idrottare      | Gren            | Åk 1     | Åk 1      | Åk 2     | Åk 2      | Åk 3     | Åk 3      | Åk 4             | Åk 4             | Totalt   | Totalt    |
| Idrottare      | Gren            | Tid      | Placering | Tid      | Placering | Tid      | Placering | Tid              | Placering        | Tid      | Placering |
| -------------- | --------------- | -------- | --------- | -------- | --------- | -------- | --------- | ---------------- | ---------------- | -------- | --------- |
| Doina Descalui | Damernas singel | 1.01,928 | 34        | 1.02,129 | 31        | 1.02,174 | 32        | Gick inte vidare | Gick inte vidare | 3.06,294 | 32        |

## Skidskytte
| Idrottare      | Gren               | Tid     | Missar      | Placering |
| -------------- | ------------------ | ------- | ----------- | --------- |
| Pavel Magazeev | Herrarnas 20 km    | 52.41,7 | 2 (1+1+0+0) | 26        |
| Pavel Magazeev | Herrarnas sprint   | 27.25,1 | 3 (2+1)     | 79        |
| Maksim Makarov | Herrarnas sprint   | 29.45,6 | 5 (2+3)     | 93        |
| Alla Ghilenko  | Damernas 15 km     | 52.28,3 | 2 (0+1+0+1) | 72        |
| Alla Ghilenko  | Damernas sprint    | 26.04,6 | 4 (2+2)     | 86        |
| Alina Stremous | Damernas 15 km     | 49.07,5 | 4 (1+2+0+1) | 37        |
| Alina Stremous | Damernas masstart  | 47.30,0 | 9 (1+2+3+3) | 30        |
| Alina Stremous | Damernas jaktstart | 38.01,3 | 2 (0+0+1+1) | 16        |
| Alina Stremous | Damernas sprint    | 21.59,5 | 0 (0+0)     | 10        |